# Arthur Morris Jones
 (février 2018).
Si vous disposez d'ouvrages ou d'articles de référence ou si vous connaissez des sites web de qualité traitant du thème abordé ici, merci de compléter l'article en donnant les références utiles à sa vérifiabilité et en les liant à la section « Notes et références ».
Arthur Morris Jones, né le 11 mai 1889 et mort le 15 août 1980, est un missionnaire protestant et musicologue qui travailla en Zambie dans la première moitié du XXe siècle.

## Biographie
Arthur Morris Jones enseigne à la St Mark's School de Mapanza dans l'actuelle province du Sud de la Zambie ex-Rhodésie. Il se fait connaître par ses travaux en ethnomusicologie notamment en théorisant et publiant les premiers essais sur les structures rythmiques africaines dans son important ouvrage Studies in African Music datant de la fin des années 1950, essai qui aura notamment un grand impact sur le compositeur américain Steve Reich pour son passage aux percussions répétitives et à l'usage des pulsations dans ses compositions. Il est également connu dans le domaine de l'histoire de la musique pour avoir initié une controverse sur les origines de la musique sur marimba qu'il théorisait être issue du sud-est asiatique puis être venue en Afrique.

## Publication
- Africa and Indonesia: The Evidence of the Xylophone and Other Musical and Cultural Factors, Leiden: Brill, 1964.
- African Music, Rhodes-Livingstone Museum Occasional Papers; No. 2. Livingstone, Northern Rhodesia: Rhodes-Livingstone Institute, 1943.
- African Rhythm, Londres: International African Institute, 1954.
- Studies in African Music en 2 volumes, Londres: New York, 1978.
- Avec L. Kombe, The Icila Dance, Old Style. A Study in African Music and Dance of the Lala Tribe of Northern Rhodesia, Roodepoort, South Africa, 1952.